# Parrocchie dell'arcidiocesi di Bari-Bitonto

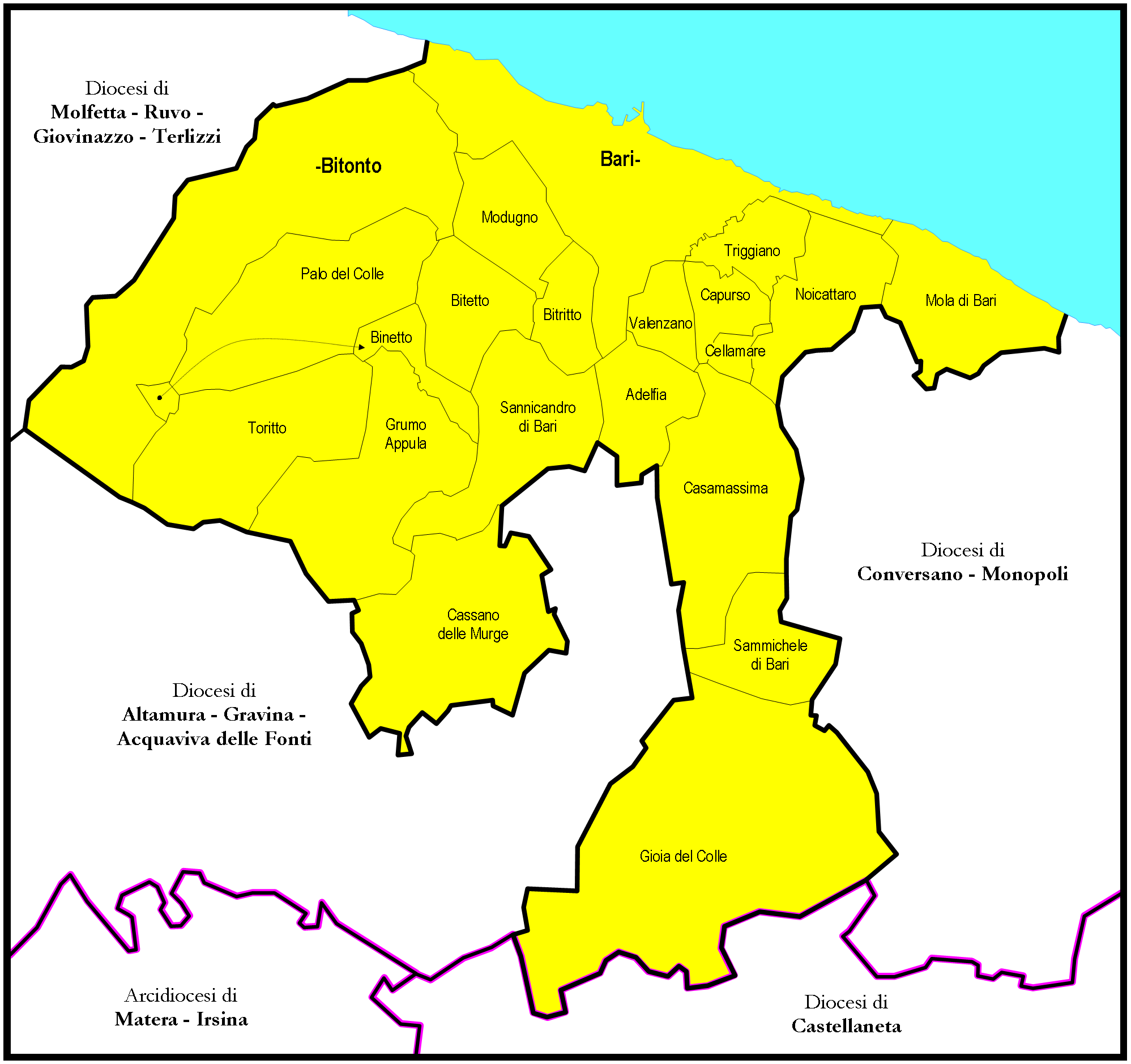
Il territorio dell'arcidiocesi

Le parrocchie dell'arcidiocesi di Bari-Bitonto sono 127 e sono distribuite in comuni e frazioni appartenenti alla città metropolitana di Bari.

## Vicariati
La diocesi è organizzata in 13 vicariati.

### I vicariato
| Parrocchia                        | Patrono                                   | Comune | Frazione/Quartiere |
| --------------------------------- | ----------------------------------------- | ------ | ------------------ |
| Cattedrale                        | Madonna Odigitria                         | Bari   | centro             |
| Beata Vergine Immacolata          | Beata Vergine Immacolata                  | Bari   | centro             |
| Preziosissimo Sangue in San Rocco | Preziosissimo Sangue di N. S. Gesù Cristo | Bari   | centro             |
| Sacro Cuore                       | Sacro Cuore di Gesù                       | Bari   | centro             |
| San Ferdinando                    | San Ferdinando                            | Bari   | centro             |
| San Giuseppe                      | San Giuseppe                              | Bari   | centro             |
| Sant'Antonio                      | Sant'Antonio di Padova                    | Bari   | centro             |
| Santa Croce                       | Esaltazione della Santa Croce             | Bari   | centro             |

### II vicariato
| Parrocchia                             | Patrono                         | Comune | Frazione/Quartiere       |
| -------------------------------------- | ------------------------------- | ------ | ------------------------ |
| Maria SS. del Rosario in San Francesco | Beata Vergine del Rosario       | Bari   | centro                   |
| Gesù di Nazareth                       | Gesù di Nazareth                | Bari   | Fesca                    |
| San Carlo Borromeo                     | San Carlo Borromeo              | Bari   | centro                   |
| San Cataldo                            | San Cataldo                     | Bari   | centro                   |
| San Girolamo                           | San Girolamo                    | Bari   | San Girolamo             |
| San Pio X                              | San Pio X                       | Bari   | centro                   |
| Sant'Enrico                            | Sant'Enrico                     | Bari   | Villaggio Trieste        |
| Santa Cecilia                          | Santa Cecilia                   | Bari   | centro                   |
| Santa Famiglia                         | Sacra Famiglia                  | Bari   | Villaggio del Lavoratore |
| Santa Maria del Monte Carmelo          | Beata Vergine del Monte Carmelo | Bari   | centro                   |
| Santissimo Redentore                   | Santissimo Redentore            | Bari   | centro                   |

### III vicariato
| Parrocchia                            | Patrono                     | Comune         | Frazione/Quartiere |
| ------------------------------------- | --------------------------- | -------------- | ------------------ |
| Modugno - Maria Santissima Annunziata | Maria Santissima Annunziata | Modugno        | centro             |
| Modugno - Immacolata                  | Immacolata                  | Modugno        | est                |
| Modugno - Sant'Agostino               | Sant'Agostino               | Modugno        | sud                |
| Modugno - Santi Apostoli              | Santi Apostoli              | Modugno        | nord               |
| Modugno - Sant'Ottavio                | Sant'Ottavio                | Modugno        | nordovest          |
| Palo del Colle - San Giuseppe         | San Giuseppe                | Palo del Colle | sudest             |
| Palo del Colle - San Vito             | San Vito                    | Palo del Colle | ovest              |
| Palo del Colle - Santa Maria Assunta  | Santa Maria Assunta         | Palo del Colle | nordest            |
| Palo del Colle - Santa Maria La Porta | Santa Maria La Porta        | Palo del Colle | centro e Auricarro |
| Palo del Colle - Spirito Santo        | Spirito Santo               | Palo del Colle | sudovest           |

### IV vicariato
| Parrocchia                  | Patrono                                 | Comune | Frazione/Quartiere |
| --------------------------- | --------------------------------------- | ------ | ------------------ |
| Santa Fara                  | Santa Fara Badessa                      | Bari   | Poggiofranco       |
| Annunciazione               | Annunciazione della Beata Vergine Maria | Bari   | Poggiofranco       |
| Cuore Immacolato di Maria   | Cuore Immacolato di Maria               | Bari   | Picone             |
| Maria Santissima Addolorata | Maria Santissima Addolorata             | Bari   | Poggiofranco       |
| Mater Ecclesiae             | Santa Maria Madre della Chiesa          | Bari   | Poggiofranco       |
| San Francesco da Paola      | San Francesco da Paola                  | Bari   | Picone             |
| San Giovanni Battista       | San Giovanni Battista                   | Bari   | Poggiofranco       |
| Santa Maria Maddalena       | Santa Maria Maddalena                   | Bari   | Poggiofranco       |

### V vicariato
| Parrocchia                 | Patrono                       | Comune | Frazione/Quartiere |
| -------------------------- | ----------------------------- | ------ | ------------------ |
| San Pasquale               | San Pasquale                  | Bari   | San Pasquale       |
| Buon Pastore               | Gesù Buon Pastore             | Bari   | Carrassi           |
| San Ciro                   | San Ciro Martire              | Bari   | Mungivacca         |
| San Marcello               | San Marcello I Papa e Martire | Bari   | Carrassi           |
| Santa Maria delle Vittorie | Santa Maria delle Vittorie    | Bari   | Carrassi           |
| Santissimo Sacramento      | Santissimo Sacramento         | Bari   | Picone             |
| Sant'Andrea                | Sant'Andrea Apostolo          | Bari   | Carrassi           |

### VI vicariato
| Parrocchia                     | Patrono                          | Comune  | Frazione/Quartiere |
| ------------------------------ | -------------------------------- | ------- | ------------------ |
| San Pietro Apostolo            | San Pietro                       | Modugno | nord               |
| Madre della Divina Provvidenza | Madonna della Divina Provvidenza | Bari    | San Paolo          |
| San Gabriele dell'Addolorata   | San Gabriele dell'Addolorata     | Bari    | San Paolo          |
| San Paolo Apostolo             | San Paolo                        | Bari    | San Paolo          |
| San Michele Arcangelo          | San Michele                      | Bari    | Palese             |
| Sant'Alberto                   | Sant'Alberto                     | Bari    | Palese             |
| Stella Maris                   | Stella Maris                     | Bari    | Palese             |
| Spirito Santo                  | Spirito Santo                    | Bari    | Santo Spirito      |
| San Nicola                     | San Nicola di Bari               | Bari    | Catino             |
| Natività di Nostro Signore     | Natività di Nostro Signore       | Bari    | San Pio            |

### VII vicariato
| Parrocchia                           | Patrono                      | Comune              | Frazione/Quartiere  |
| ------------------------------------ | ---------------------------- | ------------------- | ------------------- |
| Bitetto                              | San Michele Arcangelo        | Bitetto             | centro              |
| Binetto                              | Santa Maria Assunta          | Binetto             | centro              |
| Grumo Appula - Santa Maria Assunta   | Santa Maria Assunta          | Grumo Appula        | centro              |
| Grumo Appula - Madonna di Monteverde | Santa Maria di Monteverde    | Grumo Appula        | sudovest e Mellitto |
| Sannicandro - Santa Maria Assunta    | Santa Maria Assunta          | Sannicandro di Bari | centro              |
| Sannicandro - Maria SS. del Carmine  | Maria Santissima del Carmine | Sannicandro di Bari | nordest             |
| Toritto                              | San Nicola di Bari           | Toritto             | centro              |

### VIII vicariato
| Parrocchia                             | Patrono                  | Comune              | Frazione/Quartiere |
| -------------------------------------- | ------------------------ | ------------------- | ------------------ |
| Gioia del Colle - Santa Maria Maggiore | Santa Maria Maggiore     | Gioia del Colle     | centro             |
| Casamassima - San Vincenzo Ferrer      | San Vincenzo Ferrer      | Casamassima         | centro-nord        |
| Casamassima - Santa Croce              | Santa Croce              | Casamassima         | centro             |
| Cassano - Santa Maria Assunta          | Santa Maria Assunta      | Cassano delle Murge | centro             |
| Cassano - Santa Maria delle Grazie     | Santa Maria delle Grazie | Cassano delle Murge | sudovest           |
| Gioia del Colle - Immacolata           | Immacolata Concezione    | Gioia del Colle     | est                |
| Gioia del Colle - Sacro Cuore          | Sacro Cuore di Gesù      | Gioia del Colle     | centro-nord        |
| Gioia del Colle - San Vito Martire     | San Vito                 | Gioia del Colle     | nord-est           |
| Gioia del Colle - Santa Lucia          | Santa Lucia              | Gioia del Colle     | ovest              |
| Sammichele di Bari                     | Santa Maria delle Grazie | Sammichele di Bari  | centro             |

### IX vicariato
| Parrocchia                          | Patrono                            | Comune    | Frazione/Quartiere |
| ----------------------------------- | ---------------------------------- | --------- | ------------------ |
| Triggiano - Santa Maria Veterana    | Santa Maria Veterana               | Triggiano | centro             |
| Capurso - San Francesco da Paola    | San Francesco di Paola             | Capurso   | centro-ovest       |
| Capurso - Santissimo Sacramento     | Santissimo Sacramento              | Capurso   | centro             |
| Cellamare                           | Santa Maria Assunta                | Cellamare | centro             |
| San Lorenzo di Valenzano            | San Lorenzo Martire                | Valenzano | San Lorenzo        |
| Triggiano - Santissimo Crocifisso   | Santissimo Crocifisso              | Triggiano | ovest              |
| Triggiano - San Francesco           | San Francesco d'Assisi             | Triggiano | nordest            |
| Triggiano - San Giuseppe Moscati    | San Giuseppe Moscati               | Triggiano | San Lorenzo        |
| Valenzano - Ognissanti              | Ognissanti                         | Valenzano | nord               |
| Valenzano - San Rocco               | San Rocco                          | Valenzano | centro             |
| Valenzano - Santa Maria di San Luca | Santa Maria e San Luca Evangelista | Valenzano | centro-sud         |

### X vicariato
| Parrocchia                                      | Patrono                                | Comune   | Frazione/Quartiere |
| ----------------------------------------------- | -------------------------------------- | -------- | ------------------ |
| Bitritto - Santa Maria di Costantinopoli        | Santa Maria di Costantinopoli          | Bitritto | centro             |
| Bitritto - Trasfigurazione                      | Trasfigurazione di Gesù                | Bitritto | nordest            |
| Canneto di Bari                                 | Immacolata                             | Adelfia  | Canneto di Bari    |
| Carbonara - B. V. del SS. Rosario in San Nicola | Beata Vergine del Rosario e San Nicola | Bari     | Carbonara di Bari  |
| Carbonara - Madonna di Pompei                   | Madonna di Pompei                      | Bari     | Carbonara di Bari  |
| Carbonara - Santa Maria della Fonte             | Santa Maria della Fonte                | Bari     | Carbonara di Bari  |
| Carbonara - Sant'Antonio da Padova              | Sant'Antonio di Padova                 | Bari     | Carbonara di Bari  |
| Ceglie del Campo - Santa Maria                  | Santa Maria del Campo e della Pietà    | Bari     | Ceglie del Campo   |
| Ceglie del Campo - Santa Rita                   | Santa Rita da Cascia                   | Bari     | Santa Rita         |
| Loseto - San Giorgio Martire                    | San Giorgio Martire                    | Bari     | Loseto             |
| Loseto - Santissimo Salvatore                   | Santissimo Salvatore                   | Bari     | Loseto             |
| Montrone                                        | San Nicola di Bari                     | Adelfia  | Montrone           |

### XI vicariato
| Parrocchia                           | Patrono                   | Comune       | Frazione/Quartiere |
| ------------------------------------ | ------------------------- | ------------ | ------------------ |
| Noicattaro - Santa Maria della Pace  | Santa Maria della Pace    | Noicattaro   | centro             |
| Mola di Bari - Sacro Cuore           | Sacro Cuore di Gesù       | Mola di Bari | ovest              |
| Mola di Bari - San Nicola            | San Nicola di Bari        | Mola di Bari | centro             |
| Mola di Bari - Santa Maria di Loreto | Santa Maria di Loreto     | Mola di Bari | est                |
| Mola di Bari - Santissima Trinità    | Santissima Trinità        | Mola di Bari | sud                |
| Mola di Bari - Santissimo Rosario    | Santissimo Rosario        | Mola di Bari | centro-sud         |
| Noicattaro - Santa Maria del Carmine | Beata Vergine del Carmine | Noicattaro   | nordest            |
| Noicattaro - Santa Maria del Rosario | Beata Vergine del Rosario | Noicattaro   | nord               |
| Noicattaro - Madonna di Lourdes      | Beata Vergine di Lourdes  | Noicattaro   | Parchitello        |

### XII vicariato
| Parrocchia             | Patrono                 | Comune | Frazione/Quartiere |
| ---------------------- | ----------------------- | ------ | ------------------ |
| Sant'Anna              | Sant'Anna               | Bari   | est                |
| Resurrezione           | Resurrezione            | Bari   | est                |
| San Francesco d'Assisi | San Francesco d'Assisi  | Bari   | est                |
| San Luca               | San Luca                | Bari   | est                |
| San Marco              | San Marco               | Bari   | est                |
| San Sabino             | San Sabino di Canosa    | Bari   | est                |
| San Benedetto          | San Benedetto da Norcia | Bari   | San Giorgio        |
| San Nicola di Bari     | San Nicola di Bari      | Bari   | Torre a Mare       |

### XIII vicariato
| Parrocchia                       | Patrono                      | Comune  | Frazione/Quartiere |
| -------------------------------- | ---------------------------- | ------- | ------------------ |
| Concattedrale                    | Maria Santissima Assunta     | Bitonto | centro             |
| San Giovanni Evangelista         | San Giovanni Evangelista     | Bitonto | centro             |
| Cristo Re Universale             | Cristo Re                    | Bitonto | ovest              |
| San Leone Magno                  | San Leone Magno              | Bitonto | nord               |
| San Leucio                       | San Leucio                   | Bitonto | centro             |
| San Silvestro papa               | San Silvestro I, papa        | Bitonto | est                |
| Santa Caterina Vergine e Martire | Santa Caterina d'Alessandria | Bitonto | centro             |
| Sant'Andrea apostolo             | Sant'Andrea                  | Bitonto | ovest              |
| Sant'Egidio abate                | Sant'Egidio                  | Bitonto | centro             |
| Santi Medici Cosma e Damiano     | Santi Cosma e Damiano        | Bitonto | nord               |
| Santissimo Sacramento            | Santissimo Sacramento        | Bitonto | est                |
| Addolorata                       | Maria Addolorata             | Bitonto | Mariotto           |
| Immacolata                       | Immacolata Concezione        | Bitonto | Palombaio          |